# Oued Berkeche
Oued Berkeche (em árabe: وادى برقش) é um município localizado na província de Aïn Témouchent, no noroeste da Argélia. Em 2010, sua população era de 4 343 habitantes.